# Serra Negra (São Paulo)
Serra Negra é um município do estado de São Paulo, no Brasil. Localiza-se a uma latitude 22º36'44" sul e a uma longitude 46º42'02" oeste, estando a uma altitude de 927 metros. Sua população de acordo com o censo demográfico de 2022 era de 29.894 habitantes.

## Estância hidromineral
Serra Negra é um dos 11 municípios paulistas considerados estâncias hidrominerais pelo Estado de São Paulo, por cumprirem determinados pré-requisitos definidos por Lei Estadual. Tal status garante a esses municípios uma verba maior por parte do Estado para a promoção do turismo regional. Também, o município adquire o direito de agregar, junto a seu nome, o título de "estância hidromineral", termo pelo qual passa a ser designado tanto pelo expediente municipal oficial quanto pelas referências estaduais.

## Toponímia
Há três hipóteses sobre a origem do nome Serra Negra.
Segundo João Mendes de Almeida, em sua obra "Dicionário Geográfico da Província de São Paulo", Serra Negra é uma corruptela do termo indígena “hera-n-yerê”, que significa “um pouco volteadora”, em alusão às voltas que o viajante tinha que realizar pelas serras escarpadas.
Uma das hipóteses diz que, na época da fundação do município, a vegetação era intensa e a serra, escura.
A terceira hipótese vem da época da fundação da cidade, em que as toras de madeira eram desdobradas por dois escravizados, um homem e uma mulher, utilizando-se da serra trançador. O feitor dizia constantemente à escravizada “Serra, negra”.

## História

### Colonização, fundação e consolidação
A região do Circuito das Águas Paulista começou a ser colonizada no início do século XVIII, estando localizada no caminho que ligava São Paulo às minas de Goiás. Devido às dificuldades de acesso à região de Serra Negra, esta só começou a ser colonizada nas primeiras décadas do século XIX.
Em 1821, o bragantino Lourenço Franco de Oliveira se fixou, junto com sua família e escravizados, na região do atual bairro serra-negrense de Três Barras, criando um latifúndio. Anos mais tarde, por volta de 1828, Lourenço erigiu, a cerca de seis quilômetros das Três Barras, onde hoje está a praça que leva o seu nome, uma capela em louvor a Nossa Senhora do Rosário, em cujos arredores se formou a povoação de Nossa Senhora do Rosário do Rio do Peixe (atual cidade de Serra Negra). A capela referida recebeu o título de capela curada em 23 de setembro de 1828, data considerada como a fundação de Serra Negra.
A Lei n° 23, de 12 de março de 1841, elevou o povoado de Nossa Senhora do Rosário do Rio do Peixe à categoria de freguesia, com o nome de Nossa Senhora do Rosário de Serra Negra, subordinada à vila de Mogi-Mirim. Essa freguesia foi elevada à categoria de vila por meio da Lei n° 12, de 24 de março de 1859, sendo instalada em 7 de setembro do mesmo ano. A Lei n° 113, de 21 de abril de 1885, elevou a vila à categoria de cidade, com o nome Serra Negra. Cinco anos depois, foi criada a Comarca.

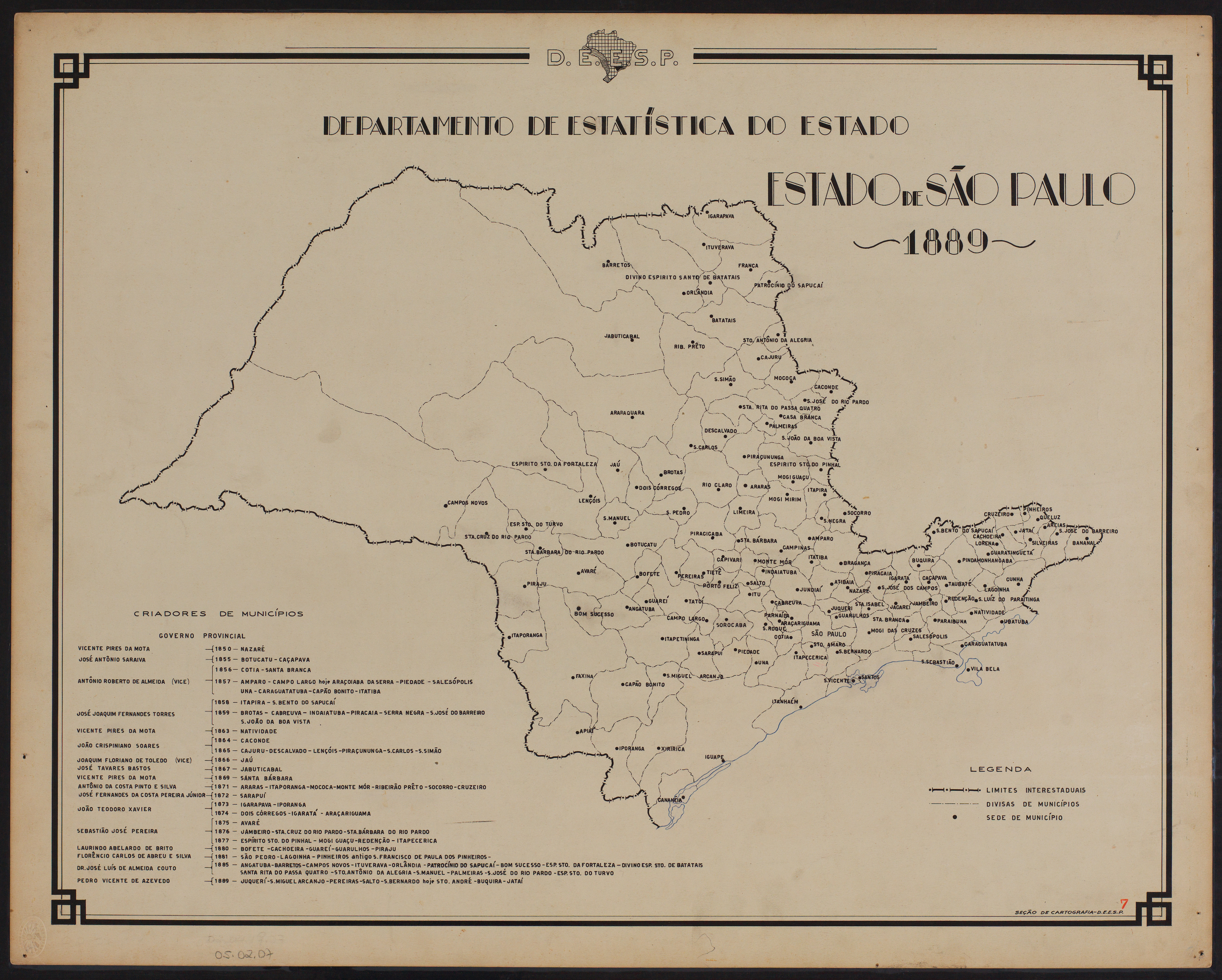
Estado de São Paulo (1889).

### Ciclo do café
A partir de 1873, começou a produção de café em larga escala em Serra Negra. Anos mais tarde, chegaram ao município as primeiras famílias de imigrantes italianos, mudando as tradições culturais da região, as quais passaram a ter forte influência italiana Em março de 1892, foi inaugurada a Estação Serra Negra da Companhia Mogiana de Estradas de Ferro, facilitando o transporte de passageiros e de café, sendo o ramal dessa estação ferroviária desativado em 1956.
Devido ao excesso de produção, na década de 1920 os preços do café brasileiro começaram a baixar. A baixa dos preços e a má qualidade do produto, somados à Grande Depressão, iniciada em 1929, acentuaram a decadência da economia cafeeira brasileira.

### Águas minerais
Serra Negra, embora afetada pela crise, já recebia os primeiros benefícios da descoberta da qualidade terapêutica de suas águas minerais a partir da Fonte Santo Antonio, de Luiz Rielli. A descoberta das propriedades radioativas das águas em 1928 levou à criação, em 1930, de um pavilhão hidroterápico construído ao lado da grandiosa fonte. Sua composição mineral, combinada a pequenas doses de radioatividade, revelou serem as águas minerais de Serra Negra indicadas para os mais diversos tratamentos de saúde.
O reconhecimento da qualidade das águas minerais levou à denominação de Serra Negra, pelo então Presidente da República Washington Luís, como "Cidade da Saúde". Em 1938, o Decreto assinado pelo então governador, Ademar de Barros, elevou Serra Negra à categoria de Estância Hidromineral e Climática. Atualmente, a Estância Hidromineral de Serra Negra tem no turismo sua principal atividade econômica, seguida da agricultura, com predominância para o cultivo do café.

## Geografia
Localiza-se a uma latitude 22º36'44" sul e a uma longitude 46º42'02" oeste, estando a uma altitude de 927 metros.

### Dados geográficos
- Altura nível do mar: 927m
- Área Territorial: 203,734 km²
- População estimada: 30.920 pessoas [2024]
- Densidade demográfica: 146,73 hab/km² [2022]
- Clima: Sempre agradável, com temperaturas amenas.
- Região Geográfica Intermediária: Campinas
- Região Geográfica Imediata: Amparo
- Área Verde: 1.520 m²/habitantes

### Hidrografia
Principais rios:
- Rio do Peixe
- Ribeirão da Serra Negra

### Rodovias
Os principais acessos à cidade são:
- SP-105
- SP-360

## Demografia

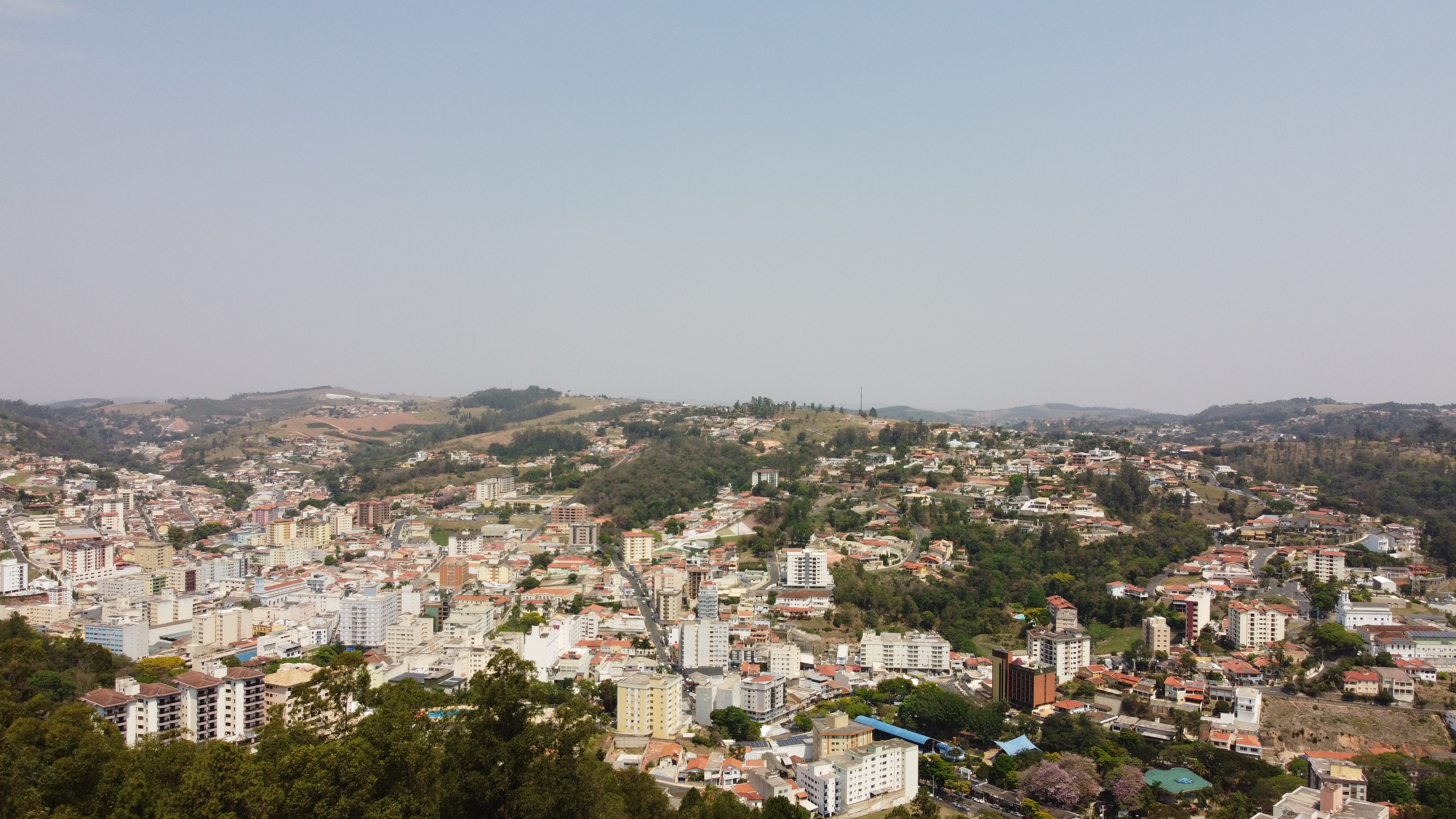
Vista da cidade.

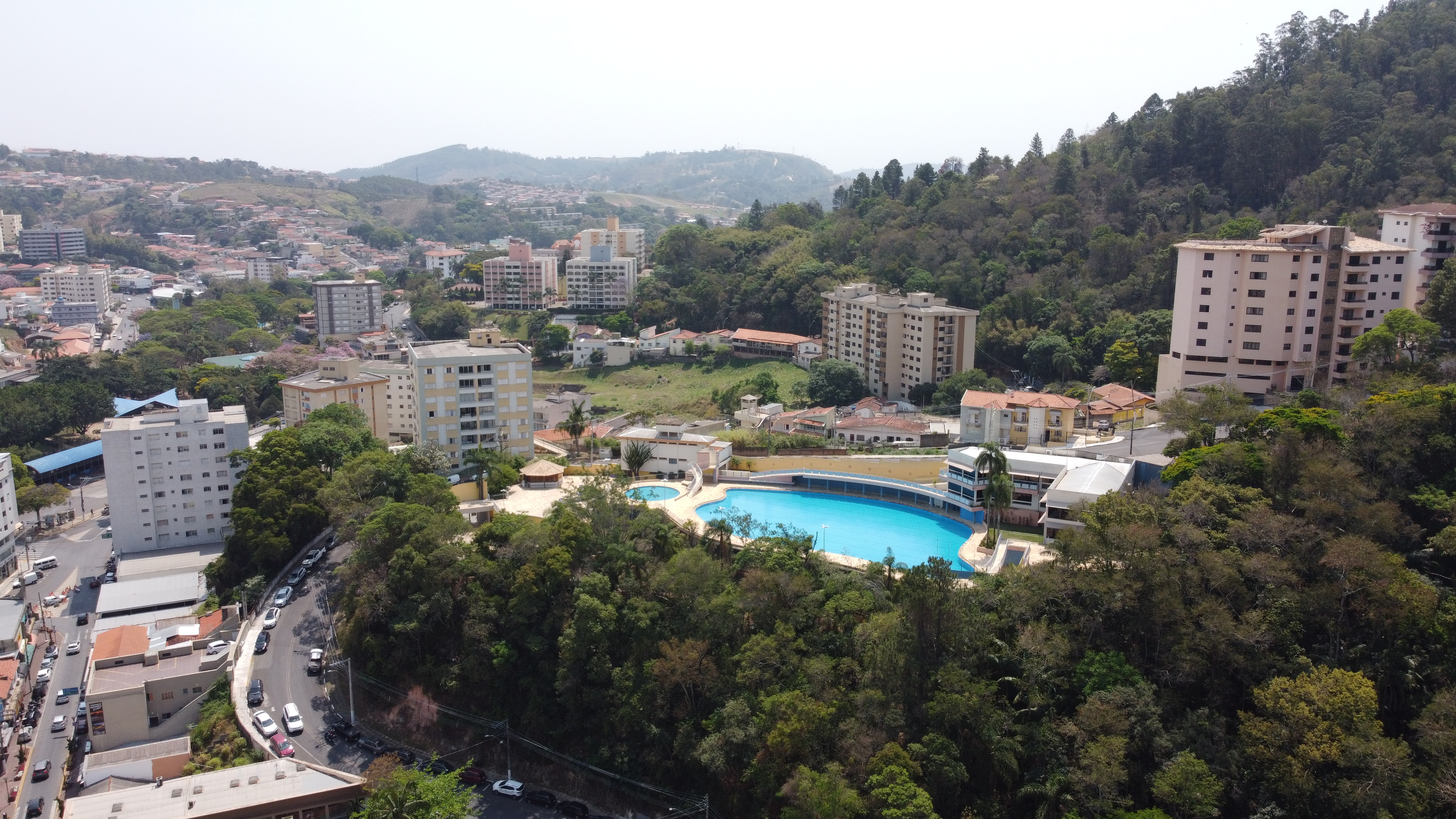
Vista da cidade.

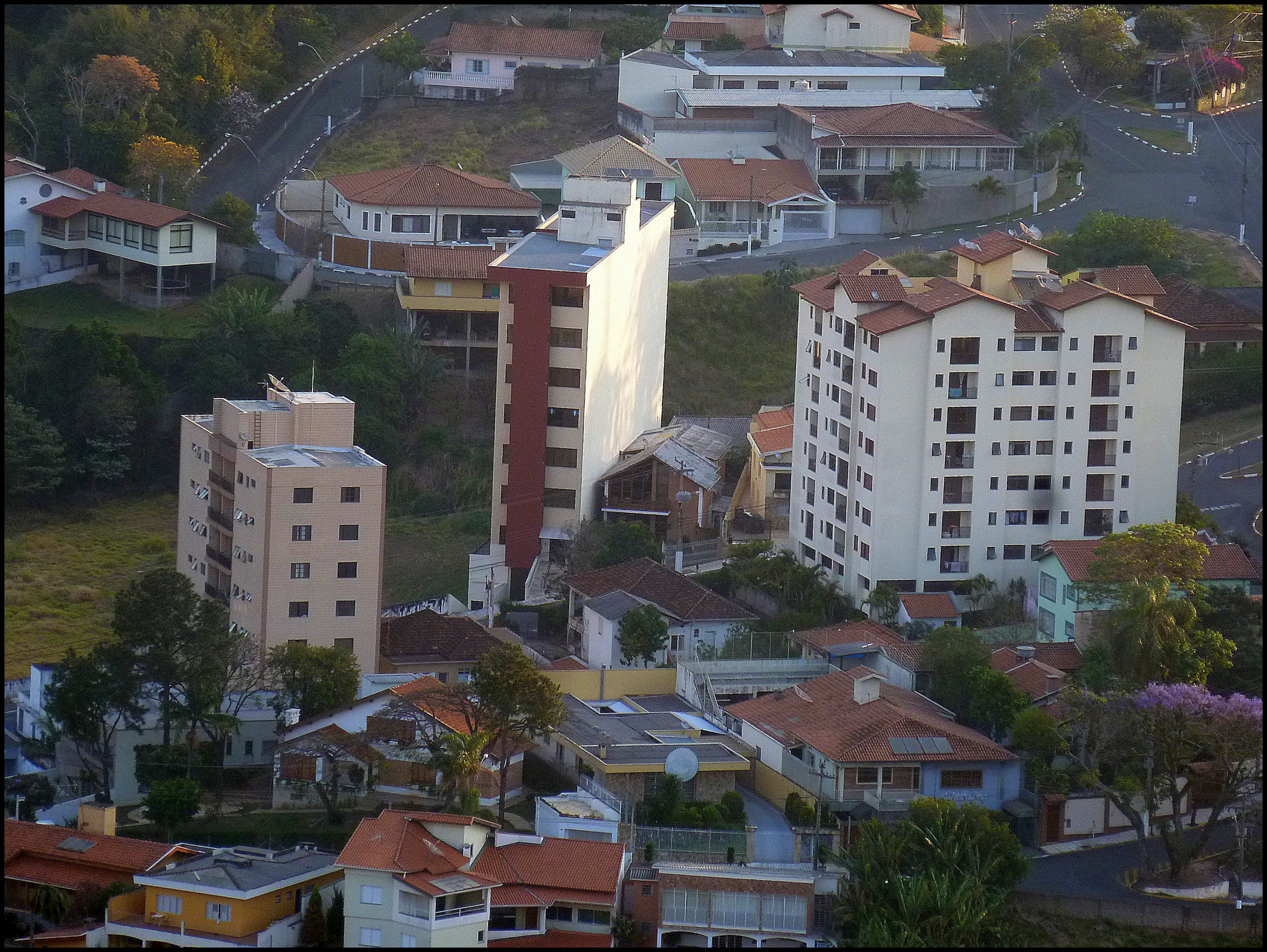
Edifícios residenciais em Serra Negra.

### População
| Crescimento populacional                             | Crescimento populacional | Crescimento populacional | Crescimento populacional |
| Ano                                                  | População Total          |                          | %±                       |
| ---------------------------------------------------- | ------------------------ | ------------------------ | ------------------------ |
| 1872                                                 | 4 756                    |                          |                          |
| 1890                                                 | 10 649                   |                          | 123,9%                   |
| 1900                                                 | 27 683                   |                          | 160,0%                   |
| 1910                                                 | 21 146                   |                          | −23,6%                   |
| 1920                                                 | 22 960                   |                          | 8,6%                     |
| 1925                                                 | 26 699                   |                          | 16,3%                    |
| 1929                                                 | 31 829                   |                          | 19,2%                    |
| 1934                                                 | 20 401                   |                          | −35,9%                   |
| 1937                                                 | 21 810                   |                          | 6,9%                     |
| 1940                                                 | 11 939                   |                          | −45,3%                   |
| 1946                                                 | 13 505                   |                          | 13,1%                    |
| 1950                                                 | 13 197                   |                          | −2,3%                    |
| 1958                                                 | 14 020                   |                          | 6,2%                     |
| 1960                                                 | 11 946                   |                          | −14,8%                   |
| 1970                                                 | 13 650                   |                          | 14,3%                    |
| 1980                                                 | 17 310                   |                          | 26,8%                    |
| 1991                                                 | 21 704                   |                          | 25,4%                    |
| 2000                                                 | 23 851                   |                          | 9,9%                     |
| 2010                                                 | 26 387                   |                          | 10,6%                    |
| 2022                                                 | 29 894                   |                          | 13,3%                    |
| Est. 2024                                            | 30 920                   | [ 15 ]                   | 3,4%                     |
| Fontes: Censos Demográficos IBGE e Estimativas SEADE |                          |                          |                          |

## Política e administração

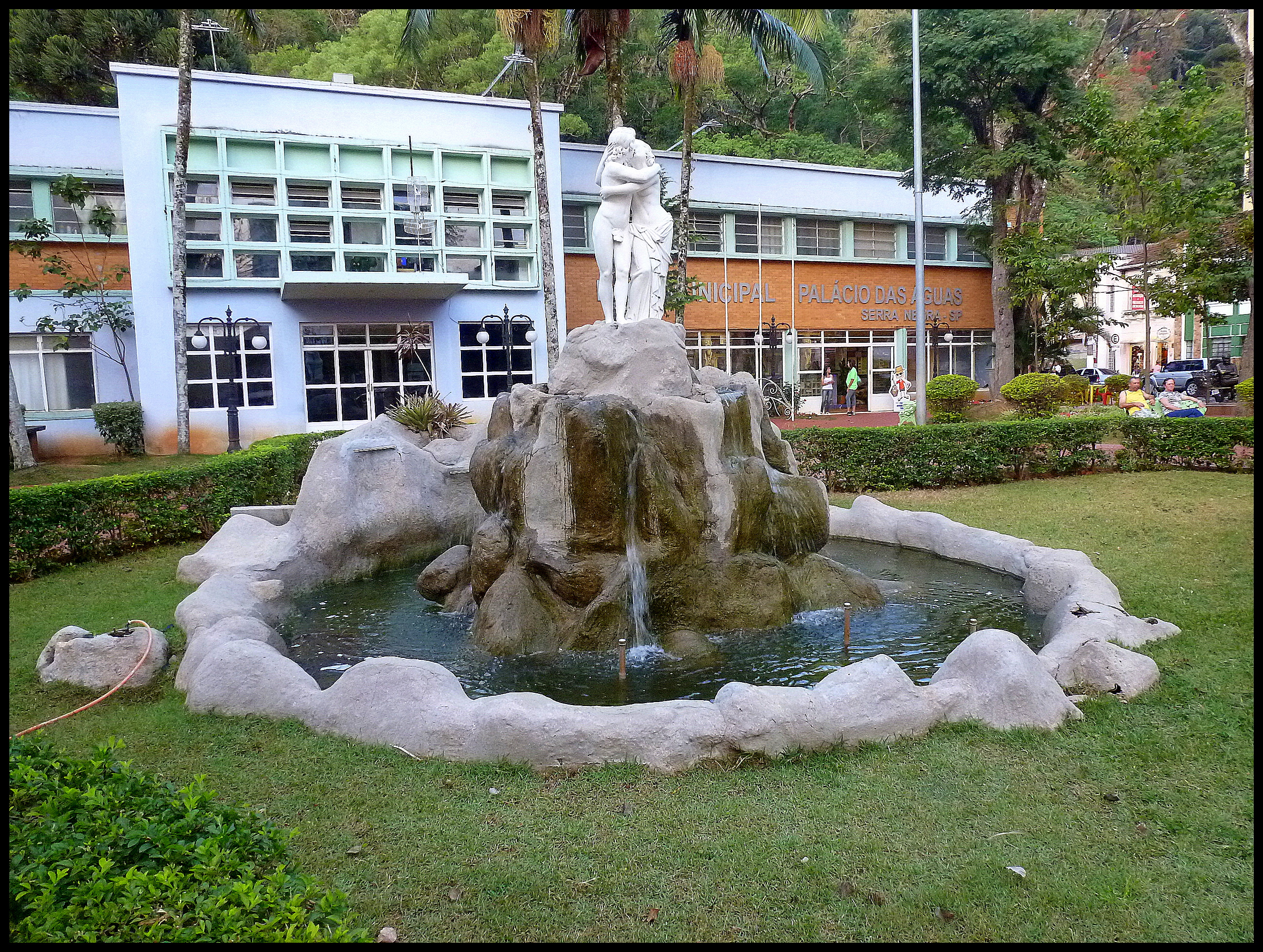
Prefeitura de Serra Negra.

- Prefeito: Sidney Antônio Ferraresso - DEM; eleito para o quatriênio 2017/2020
- Vice-prefeito: Rodrigo Pelegrini Magaldi - DEM; eleito para o quatriênio 2017/2020
- Presidente da câmara:  Felipe Amadeu Pinto da Fonseca - DEM; eleito para o biênio 2017/2018

## Economia

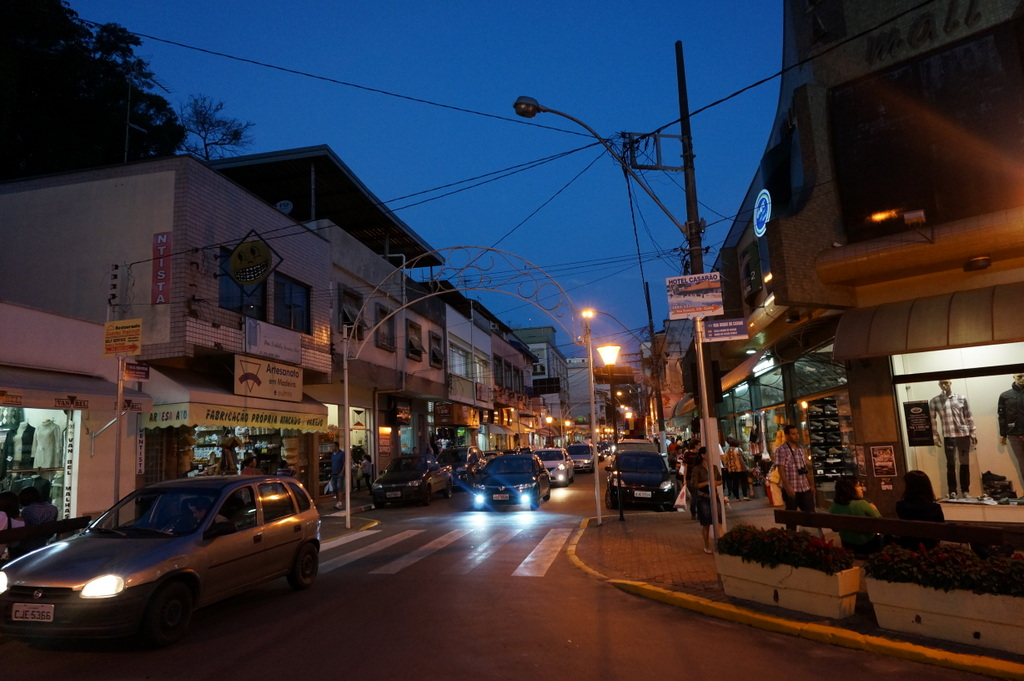
Rua Cel. Pedro Penteado.

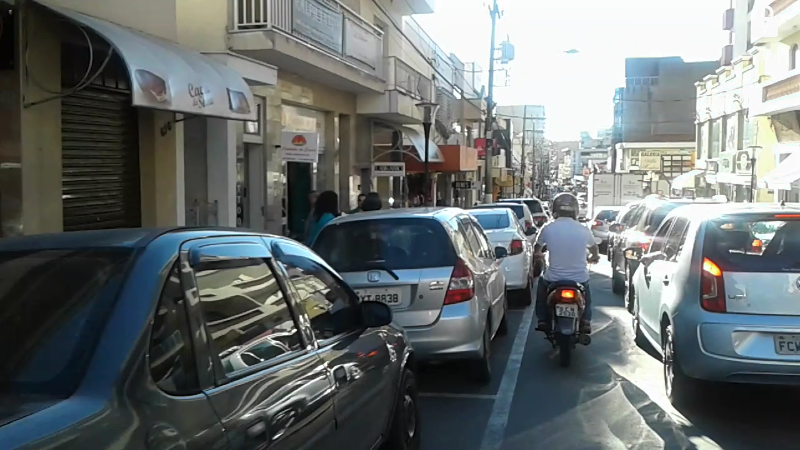
Comércio de Serra Negra em dias de movimento.

Tem como principal atividade econômica o turismo, com uma forte e extensa rede hoteleira, seguido da agricultura e da extração de água mineral, sendo hoje um dos maiores produtores nacionais do produto, com onze empresas atuando.
O município faz parte do Circuito das Águas Paulista que é constituído por 9 destinos. Os municípios que o integram produzem juntos 55% da água mineral consumida em todo o País.
A cidade possui diversas fontes de acesso público e empresas mineradoras. O desenvolvimento turístico impulsionou a criação de uma rede hoteleira de qualidade, de um comércio diferenciado e de diversos pontos de turismo central e de campo. 
A característica turística principal da Estância permanece vinculada a ideia de saúde e bem-estar, possibilidade de contato com a natureza, ótimo clima, ar puro e momentos de tranquilidade, e se expande em sua potencialidade de desenvolver novos pontos de turismo rural e de aventura.

## Infraestrutura

### Rede hoteleira
Serra Negra possui uma boa estrutura turística. O desenvolvimento turístico impulsionou a criação de uma rede hoteleira de qualidade. Por possuir uma das maiores redes hoteleiras da região, Serra Negra pode abrigar milhares de pessoas que fazem a população de visitantes aumentarem durante as férias e feriados.

### Saneamento
O serviço de abastecimento de água é feito pela Companhia de Saneamento Básico do Estado de São Paulo (SABESP).

### Comunicações
O sistema de telefones automáticos foi inaugurado na cidade pela Companhia Telefônica Brasileira (CTB) em 1967. Já o sistema de discagem direta à distância (DDD) foi implantado em 1977 pela Telecomunicações de São Paulo (TELESP) com o código de área (0192).
Na década de 90 o código DDD da cidade foi alterado para (019), para padronização do sistema telefônico com a telefonia celular que estava sendo implantada em todo o estado.

## Cultura e lazer

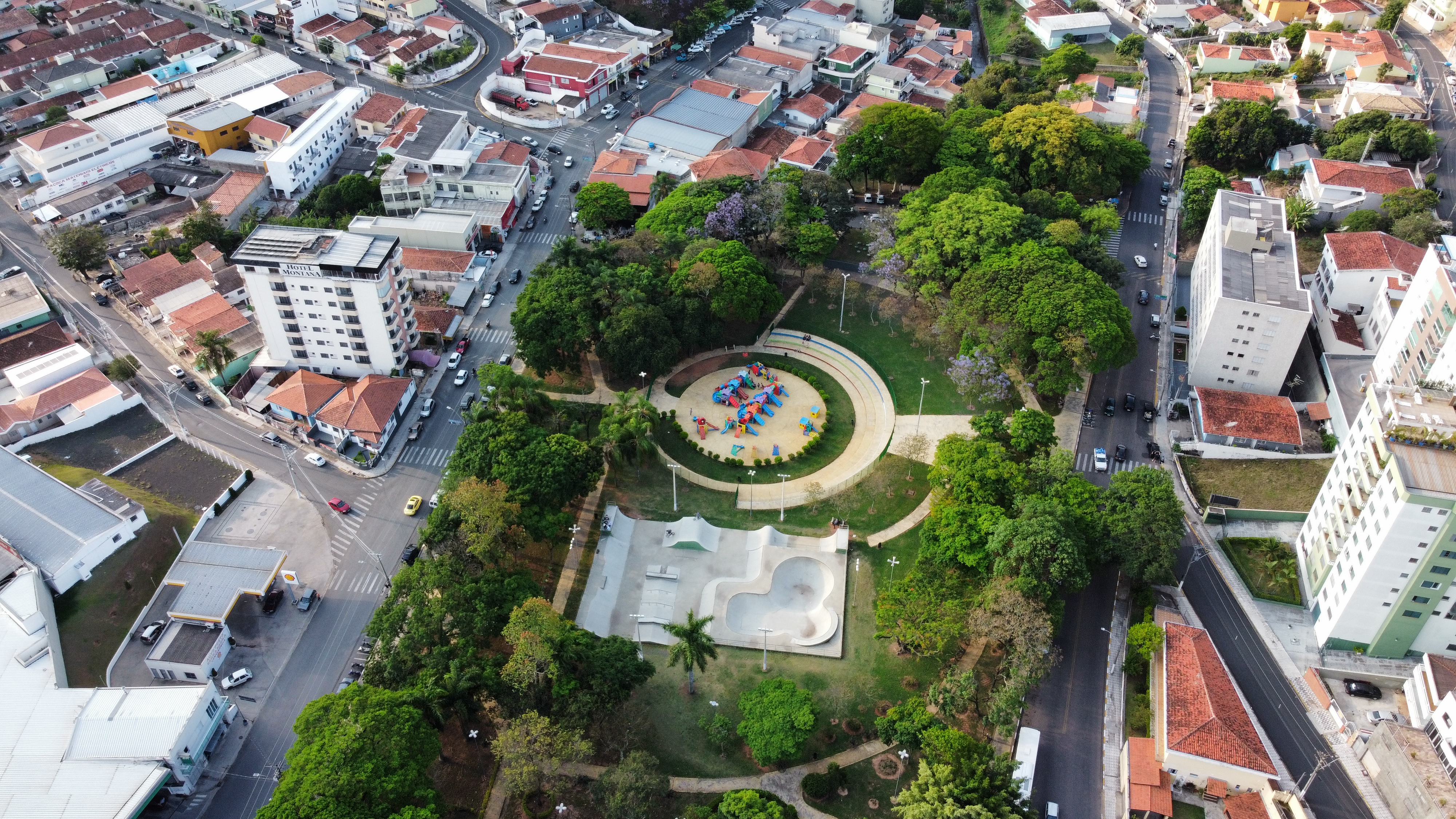
Praça Sesquicentenário, local onde está instalada a Feira de Artesanato de Serra Negra.

### Principais eventos
Relação dos principais eventos anuais da cidade:
- Janeiro: Festival de Verão na Serra
- Fevereiro: Carnaval – Serra Alegria
- Março: Festival da Água e Festival da Cachaça
- Abril: Festa das Nações
- Maio: Festival do Café
- Junho/Julho: Festival de Inverno – Serra Negra In Concert
- Agosto: Seresta e Cia.
- Setembro: Festa D’Itália
- Outubro: Serra Beer Fest
- Novembro: O Acender das Luzes – Luzes da Serra
- Dezembro: Natal e Réveillon

### Serra Negra In Concert

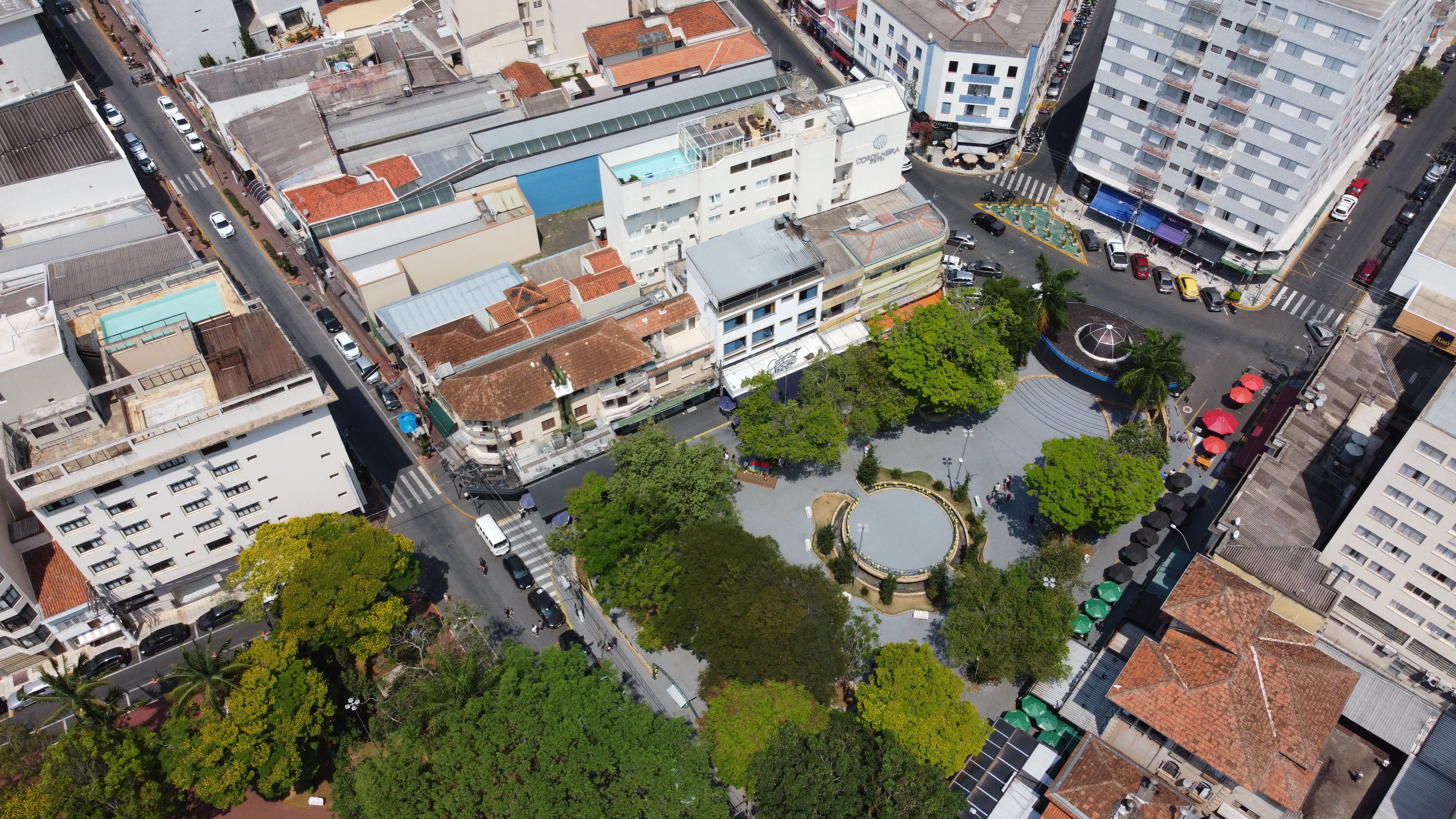
Praça João Zelante, local onde ocorre o Serra Negra In Concert.

O Serra Negra In Concert é um festival de inverno que transforma a charmosa cidade em um palco vibrante de música, cultura e diversão. Realizado anualmente, o evento reúne artistas renomados e talentos locais em diversas apresentações ao longo de 45 dias de programação, proporcionando uma experiência única para os amantes da música e da cultura.

### Festival Ars Viva de Música
Desde 2006, acontece o Festival Ars Viva de Música em Serra Negra, com apresentações de música erudita em vários pontos turísticos do município: Praça Prefeito João Zelante, Auditório Mário Covas Júnior, Igreja Matriz Nossa Senhora do Rosário e Igreja São Benedito.

### Centro de Convenções Circuito das Águas
O maior Centro de Convenções da Região do Circuito das Águas Paulista destaca-se como um dos melhores do interior do estado de São Paulo e próximo aos maiores centros financeiros do país.
O centro de convenções conta com um hall de entrada para 2 mil pessoas, local ideal na acomodação de “stands” além de possuir um auditório principal para 1.140 lugares, um auditório secundário para 180 pessoas, o palco do auditório principal acolhe uma orquestra filarmônica e estacionamento para aproximadamente 300 veículos.

## Turismo

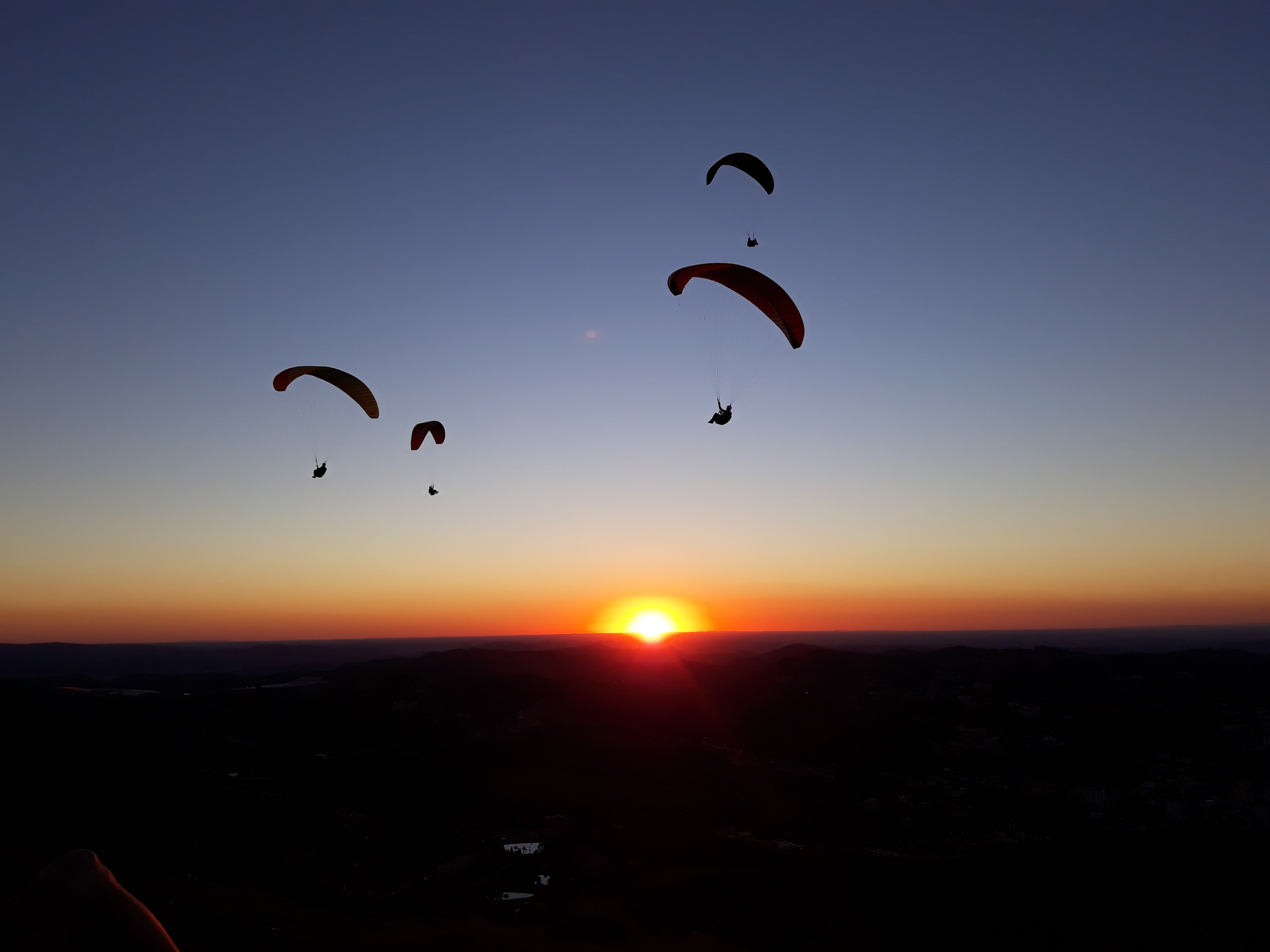
Paragliders no alto da serra.

Serra Negra só começou a ficar nacionalmente conhecida na década de 40, quando suas águas começaram a ser usadas para tratamento de saúde. Sua vocação turística natural começou a atrair visitantes de todo o Brasil, inclusive do exterior. Sua população chega a “triplicar” em épocas de temporada e de feriados, sendo sua estimativa de turistas de 2.000.000 pessoas/ano.
O turismo rural nas diversas propriedades que desenvolvem o plantio de café e cultivo de produtos orgânicos e também na fabricação de laticínios, vinhos e cachaças que é tradicionalmente conhecida como a rota do Queijo e Vinho, e as mais belas paisagens naturais levam os turistas a chamar Serra Negra de A Toscana Brasileira.
Serra Negra possui 5 rotas de turismo rural, 6 rotas para mountain bike, 4 rotas de speed bike, 3 rotas de motociclismo e 3 rotas de caminhada, atividades de aventura, compras e gastronomia.

### Turismo de compras
Um grande atrativo da cidade é a reconhecida diversidade de opção de compras. O comércio de Serra Negra está concentrado nas ruas centrais da cidade: Ruas Coronel Pedro Penteado, Sete de Setembro, nas ruas transversais e em diversas galerias. Apresenta uma enorme variedade de produtos em lã e linha (malharias), vestuário e acessórios em couro, enxovais, presentes e artesanatos diversos, além de restaurantes e bares aconchegantes para apreciar o clima da montanha.

### Conjunto Aquático Municipal

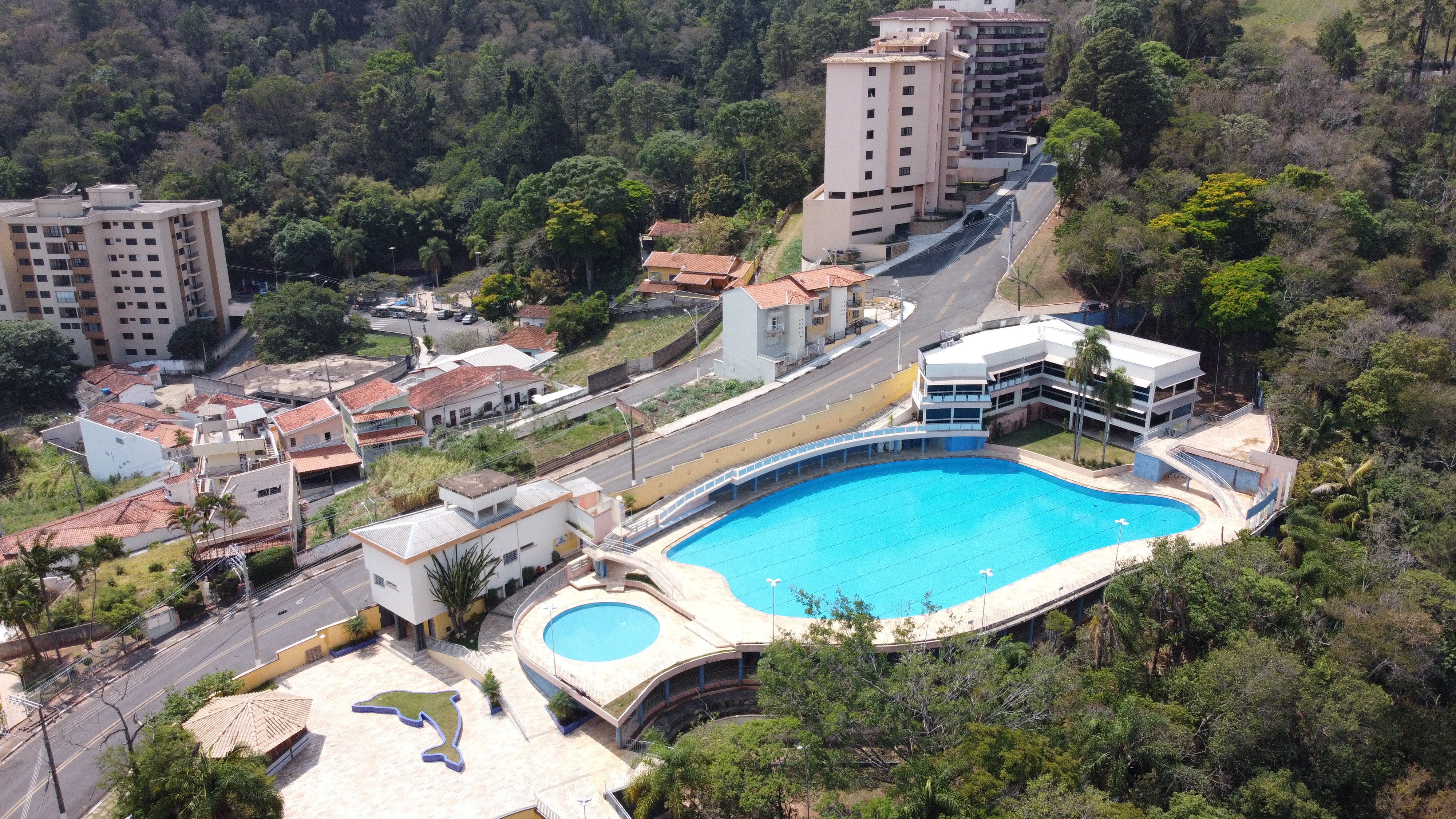
Conjunto Aquático Municipal.

O Conjunto Aquático Municipal Sebastião Carlos de Andréa Colchetti é constituído por uma piscina com mais de 1.000m³ e piscinas menores, duchas, vestiários, lanchonete e área verde, além da Fonte Menino Jesus de Praga. Mas para ter acesso à piscina é obrigatória a apresentação de atestado médico.

### Fontes públicas

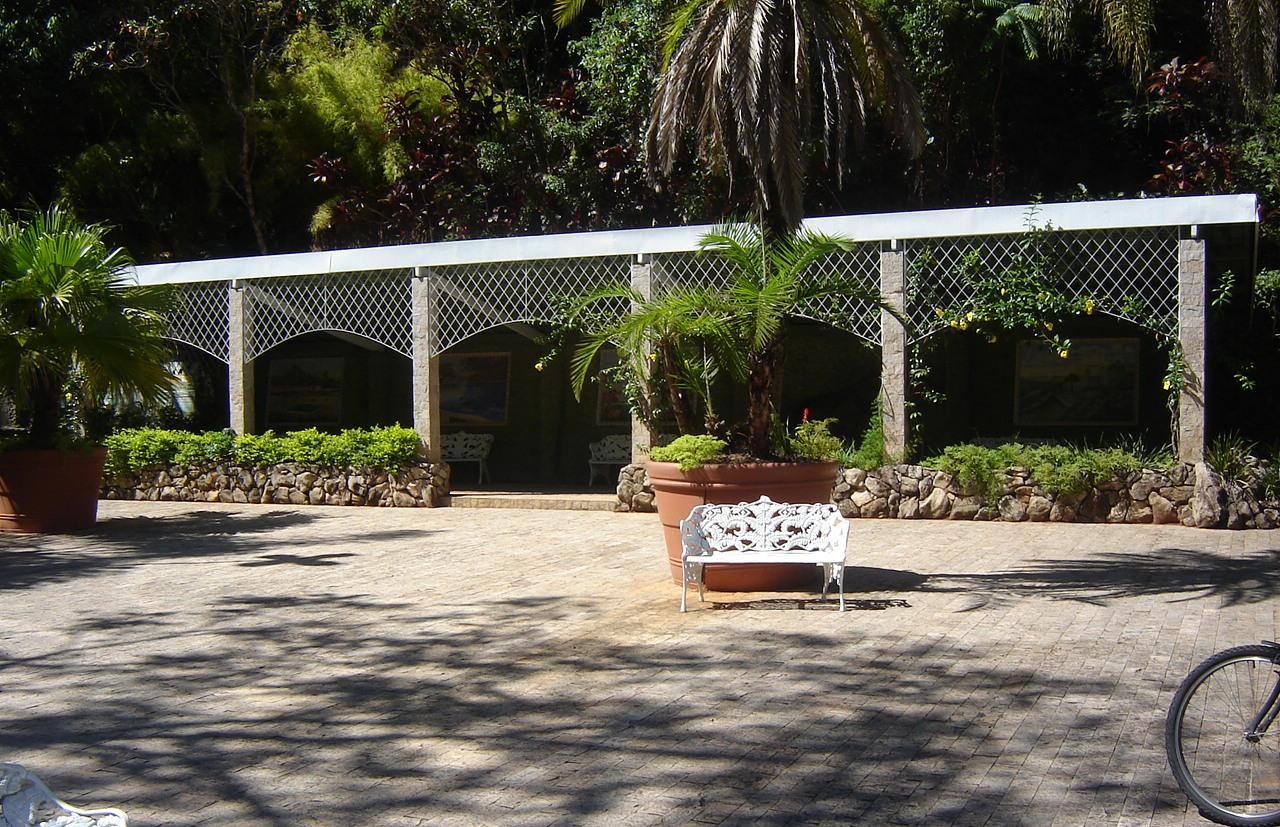
Uma das fontes de Serra Negra.

### Fontana Di Trevi em Serra Negra

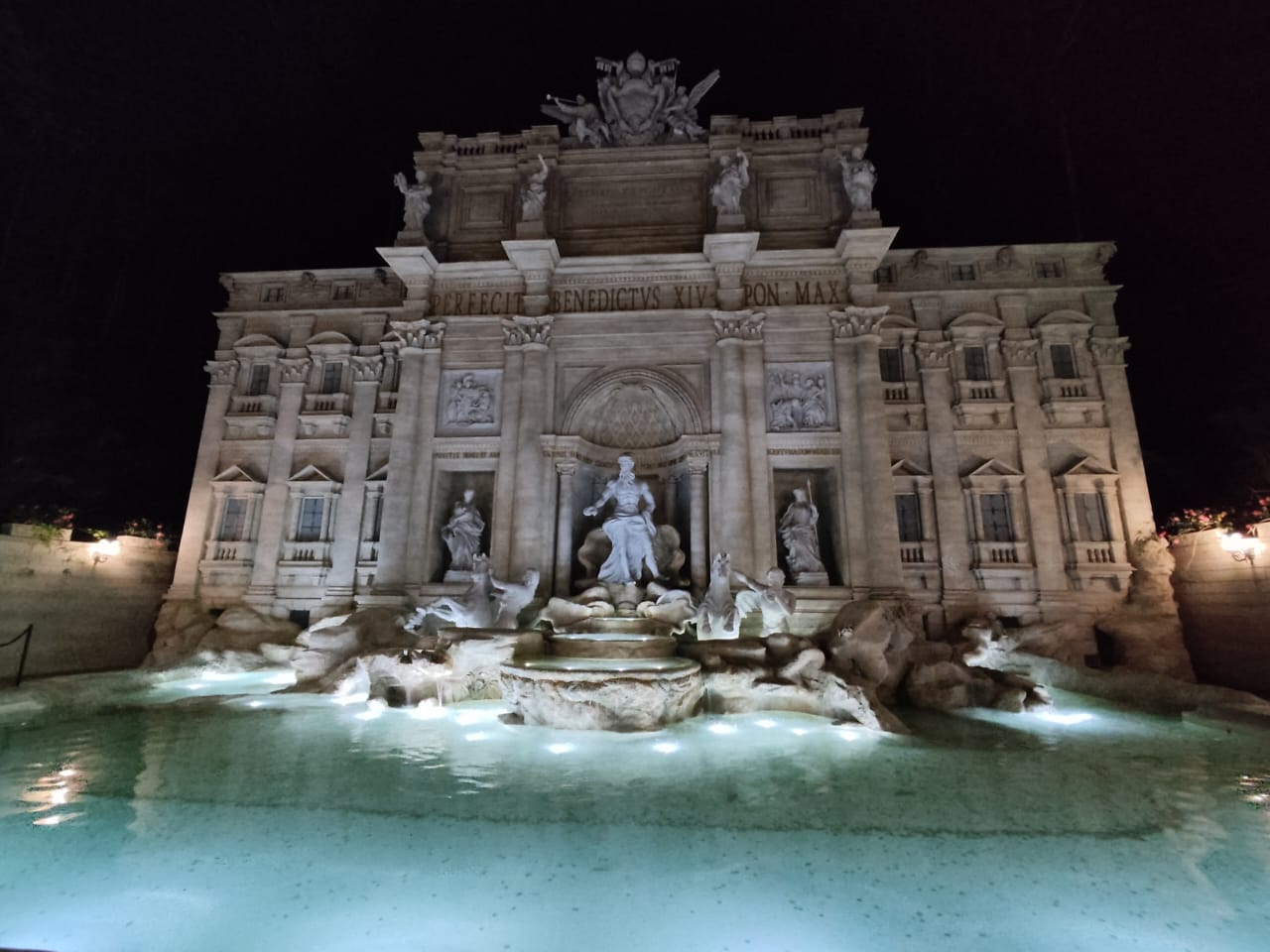
Fontana Di Trevi em Serra Negra.

### Teleférico Serra Negra

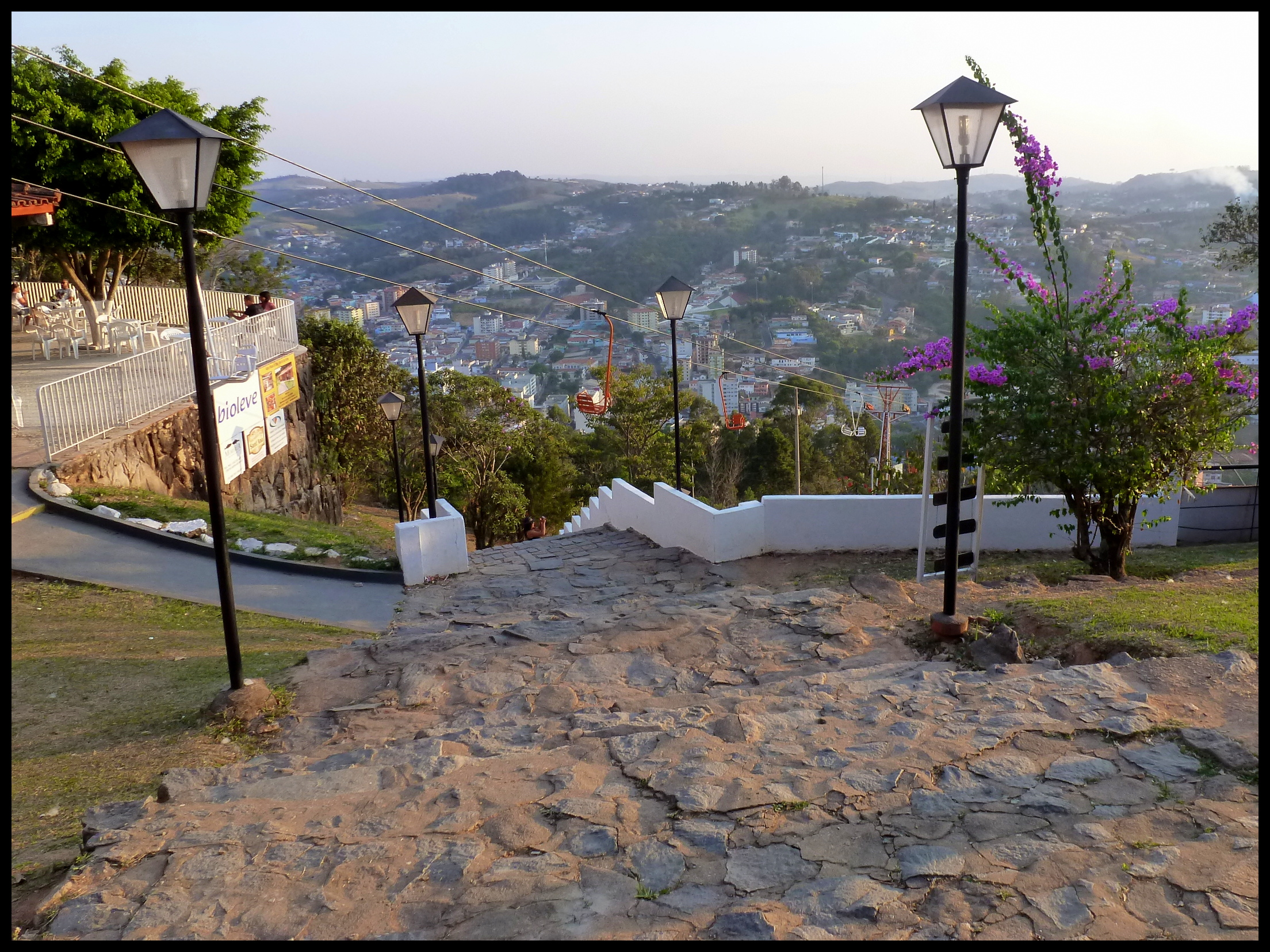
Teleférico.

### Mirante do Cristo Redentor

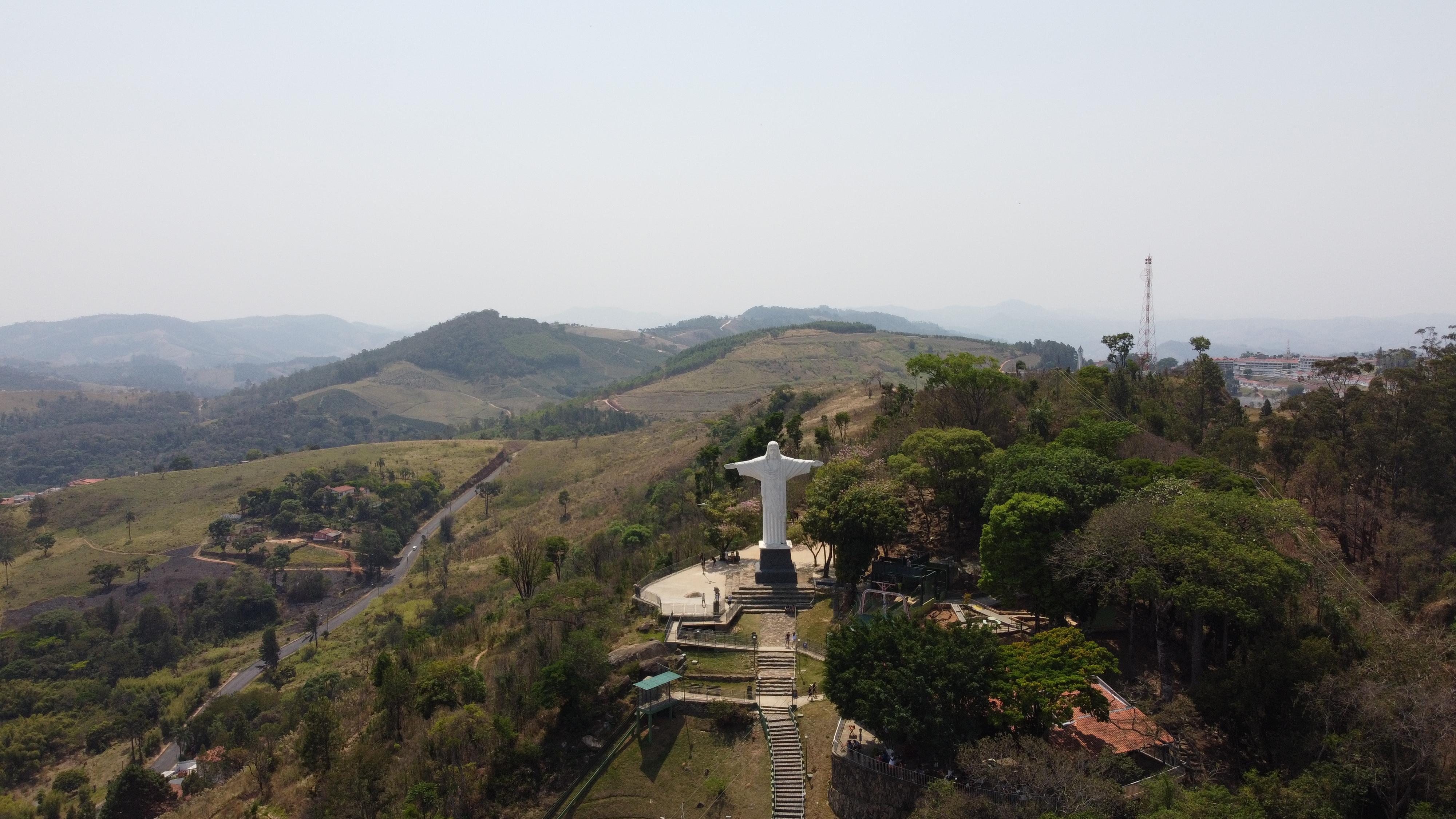
Mirante do Cristo Redentor.

### Mirante do Alto da Serra

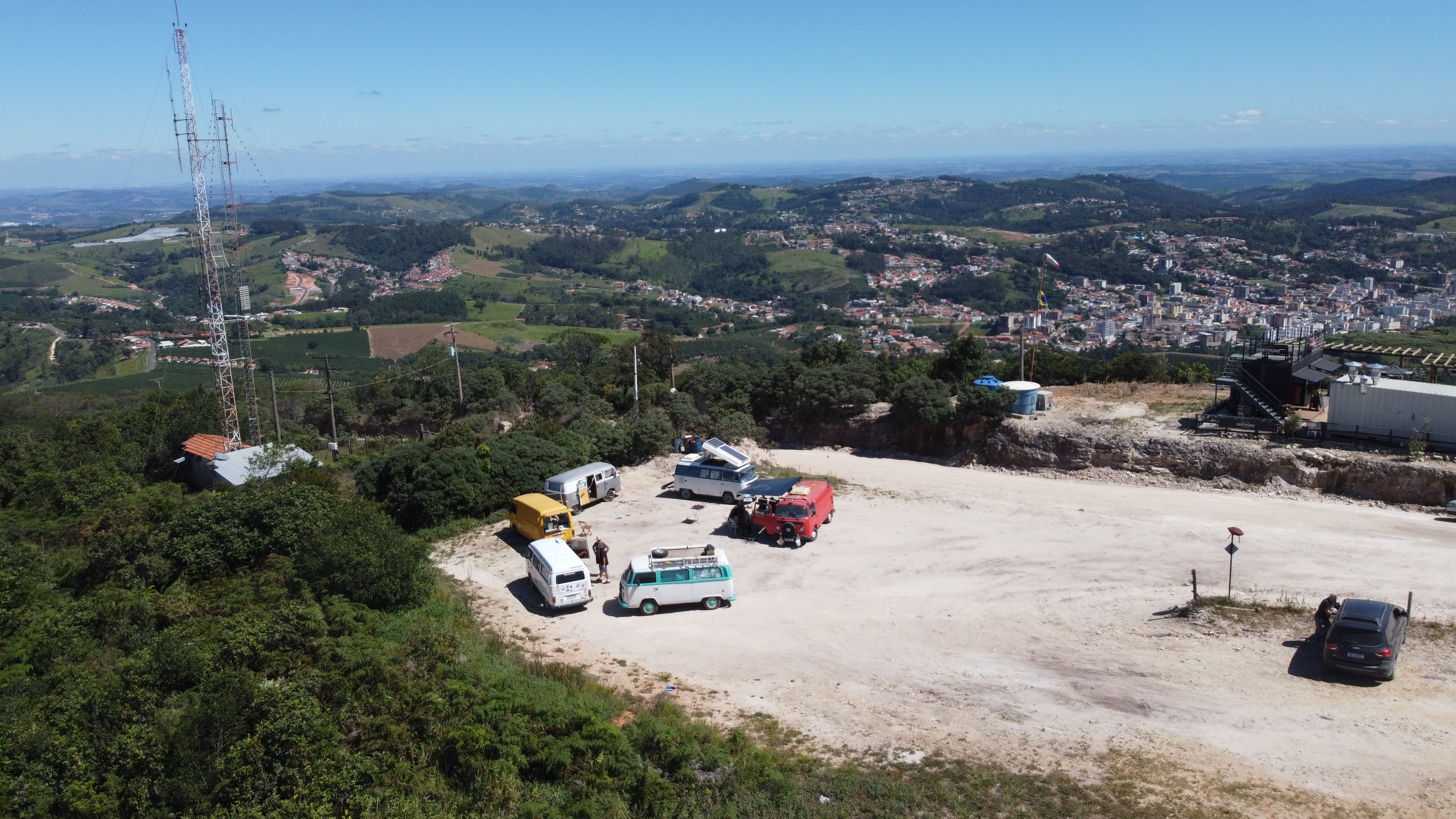
Mirante do Alto da Serra.

## Religião

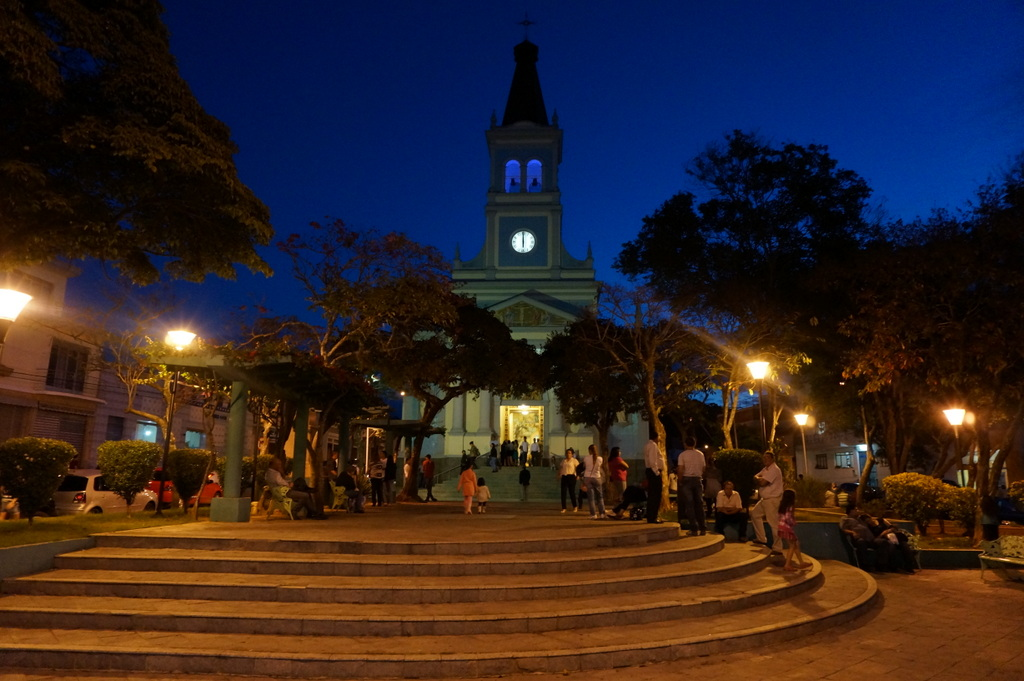
Igreja Matriz Nossa Senhora do Rosário.